# Archeoparazitologie
Archeoparazitologie se zabývá studiem pozůstatků parazitů vyskytujících se u člověka, které byly nalezeny v archeologických materiálech jako jsou fosilie, mumifikované tkáně a koprolity. Mezi zkoumané části ostatků parazitů patří vajíčka, larvy střevních parazitů a chitinové schránky ektoparazitů jako jsou vši, roztoči a blechy.

## Historie
Jako počátek archeoparazitologie lze uvést rok 1910, kdy Mark A. Ruffer identifikoval vajíčka krevničky močové (Schistosoma haematobium) v egyptské mumii. Výrazného rozmachu se ale dočkala až v druhé polovině 20. století, kdy byl jednak v roce 1987 poprvé veřejně publikován popis techniky získání parazitů z archeologického materiálu, tak vznikly i dva hlavní koncepty zkoumání parazitických ostatků.
V Severní Americe vědci používali získaná parazitologická data především pro pochopení evoluce lidské kultury napříč staletími. Toto zaměření vedlo k definování archeoparazitologie Karlem Reinhardem v roce 1990 jako vědní disciplíny zabývající se studiem ostatků parazitů obzvlášť v archeologickém kontextu.
V Brazílii byl Luizem F. Ferreirou v roce 1979 zaveden pojem paleoparazitologie, který je definován jako studium ostatků parazitů za účelem pochopení jejich evoluce.
Dnes oba pojmy v odborných publikacích poněkud splývají, ale ve většině případů se dá chápat archeoparazitologie jako vědní obor zabývající se studiem pouze lidských parazitů nalezených v archeologických materiálech. Oproti tomu paleoparazitologie se zabývá v podstatě všemi druhy parazitů nalezených ve fosilních ostatcích.

## Informace získané ze vzorků
Archeoparazitologický výzkum poskytuje informace o parazitech vyskytujících se u člověka a infekčních onemocněních, která u něj mohou způsobit. Díky tomu, že jsou vajíčka určitých parazitů (Ascaridae, Capillaridae, Trichuridae) relativně odolná, lze zmapovat vývoj jednotlivých druhů až do daleké minulosti. Nejstarší archeologický materiál, ze kterého byla získána data byl přibližně 1,5 milionů let starý. Oproti tomu pozůstatky ektoparazitů nejsou příliš odolné vůči vnějším vlivům. Proto mohou být nalezeny v přijatelném stupni zachovalosti pouze na vlasech, oblečení nebo srsti hostitele.
Rozborem archeologického materiálu lze získat informace nejen o samotných parazitech, ale i o jejich hostitelích jako hygienické a stravovací návyky nebo informace o kultuře a migraci.

### Stravovací návyky
Například nalezení pozůstatků škulovce širokého (Diphyllobothrium Latum) indikuje přítomnost syrových ryb v jedincově jídelníčku. Přítomnost tasemnice dlouhočlenné (Taenia Solium) nebo tasemnice asijské (Taenia Asiacita) značí výskyt syrového nebo nedovařeného hovězího masa v potravě. Nalezení pozůstatků tasemnice bezbranné (Taenia Saginata) je naopak spojeno s konzumací syrového nebo nedovařeného vepřového.

### Migrace
Někteří parazité se běžně vyskytují pouze v určité geografické lokalitě, ale přesto jsou někdy jejich pozůstatky nalezeny mimo jejich standardní oblast výskytu. Dochází k tomu kvůli migraci jejich hostitelů. Parazit vstoupí do hostitele v lokalitě svého běžného výskytu a v podstatě vycestuje ve svém hostiteli i do míst, kde by jeho volný výskyt mimo hostitele nebyl možný. Pokud jsou tedy při archeoparazitologickém výzkumu nalezeny pozůstatky parazita, který se v dané oblasti normálně nevyskytuje, je možné zmapovat migraci hostitele zpátky v čase.

### Úroveň hygieny
Pozůstatky parazitů, kteří jsou mezi lidmi přenosní fekálně-orální cestou, bývají nalezeni v mnohem větším množství v oblastech s horší úrovní hygieny. Před 18. stoletím, kdy došlo k výraznému posunu v medicíně a veřejné hygieně, byli střevní parazité velmi častým jevem.

## Metody využívané při analýze vzorků

### Mikroskopie
Vzhledem ke značnému stáří a špatnému stavu vzorků se musí často ošetřit 0,5% roztokem fosforečnanu sodného, který zlepší viditelnost anatomických částí larev parazitů. Tento postup se nejčastěji uplatňuje u koprolitů.
V archeoparazitologii se používají tři druhy mikroskopie. Světelný mikroskop, který ale neumožňuje spolehlivě od sebe rozlišit houbové spory a larvy parazitů. Transmisní elektronový mikroskop (TEM), který se používá především pro identifikaci vnitřních struktur vajíček parazitů. A skenovací elektronový mikroskop (SEM), který je nejúčinnější při zkoumání povrchu larev.

### DNA
Rozmach metod izolujících a zkoumajících nukleonové kyseliny umožnil získání cenných informací o genech a fragmentech genů parazitů. Jejich zkoumání vede k lepšímu a detailnějšímu pochopení evoluce parazitů. Analýza aDNA (DNA izolované ze starobylého materiálu) se využívá v případech, ve kterých nestačí mikroskopie. Na rozdíl od mikroskopických metod dokáže díky své citlivosti analýza aDNA rozlišit jednotlivé rody parazitů od sebe. Dobře zachované a izolované aDNA se nachází například ve vajíčkách helmitů a cystách/oocystách prvoků.
Odolnost aDNA uchovaného ve vajíčkách helmitů proti vnějším vlivům na jednu stranu představuje jistou záruku zachování minimálně poškozené genetické informace, na stranu druhou stěžuje vědcům samotný proces extrakce aDNA ze vzorku. Mezi procedury používané k získání aDNA ze vzorku patří sonizace, zamrazovací-rozmrazovací cykly nebo narušení pomocí mechanických zařízení využívajících malých skleněných korálků s vysokou energií. Účinnost uvedených procedur se může lišit v závislosti na druhu zkoumaného parazita.

### Imunofluorescence
Další metodou je imunologická analýza, která slouží spíše k potvrzení nebo vyvrácení výskytu cyst ve vzorku. S pomocí imunofluorescence byly ve vzorcích lidských koprolitů nalezených v Big bone cave úspěšně rozeznány cysty lamblie střevní (Giardia intestinalis).